# Mistrovství světa v šachu žen 1933
Čtvrtý turnaj mistrovství světa v šachu žen proběhl v červnu v roce 1933 ve Folkestone v Kentu v Anglii. Turnaj uspořádala FIDE v rámci 5. šachové olympiády. Zúčastnilo se 8 šachistek ze 6 zemí (Rakousko, Anglie, Itálie, Československo, Francie a Skotsko). Opět se hrálo dvoukolově každá s každou. Gisela Harumová nemohla pro nemoc hrát a bylo ji započteno 14 kontumačních proher. Věra Menčíková opět zvítězila ve všech partiích, zatímco boj o zbývající medaile byl velmi vyrovnaný. Druhá Edith Charlotte Priceová získala 9 bodů a třetí Mary Gilchristová 8,5 bodu.

## Tabulka
| č. | Šachistka                | Země           | 1 | 1 | 2 | 2 | 3 | 3 | 4 | 4 | 5 | 5 | 6 | 6 | 7 | 7 | 8 | 8 |  | +  | −  | = | Body | Pořadí |
| -- | ------------------------ | -------------- | - | - | - | - | - | - | - | - | - | - | - | - | - | - | - | - |  | -- | -- | - | ---- | ------ |
| 1  | Věra Menčíková           | Československo |   |   | 1 | 1 | 1 | 1 | 1 | 1 | 1 | 1 | 1 | 1 | 1 | 1 | + | + |  | 14 | 0  | 0 | 14   | 1      |
| 2  | Edith Charlotte Priceová | Anglie         | 0 | 0 |   |   | 1 | ½ | 0 | ½ | 1 | 1 | 0 | 1 | 1 | 1 | + | + |  | 8  | 4  | 2 | 9    | 2      |
| 3  | Mary Gilchristová        | Skotsko        | 0 | 0 | 0 | ½ |   |   | 1 | 1 | 1 | ½ | ½ | ½ | 1 | ½ | + | + |  | 6  | 3  | 5 | 8½   | 3      |
| 4  | Edith Michellová         | Anglie         | 0 | 0 | 1 | ½ | 0 | 0 |   |   | ½ | 1 | 1 | 1 | 0 | 1 | + | + |  | 7  | 5  | 2 | 8    | 4      |
| 5  | Alice Toniniová          | Itálie         | 0 | 0 | 0 | 0 | 0 | ½ | ½ | 0 |   |   | 1 | 1 | 0 | 1 | + | + |  | 5  | 7  | 2 | 6    | 5      |
| 6  | Paulette Schwartzmannová | Francie        | 0 | 0 | 1 | 0 | ½ | ½ | 0 | 0 | 0 | 0 |   |   | 1 | ½ | + | + |  | 4  | 7  | 3 | 5½   | 6      |
| 7  | Jeanne d'Autrementová    | Francie        | 0 | 0 | 0 | 0 | 0 | ½ | 1 | 0 | 1 | 0 | 0 | ½ |   |   | + | + |  | 4  | 8  | 2 | 5    | 7      |
| 8  | Gisela Harumová          | Rakousko       | − | − | − | − | − | − | − | − | − | − | − | − | − | − |   |   |  | 0  | 14 | 0 | 0    | 8      |